# Lilian Jégou
Lilian Jégou (Nantes, 20 de gener de 1976) és un ciclista francès, que fou professional entre el 2003 i el 2010.
En el seu palmarès destaca la victòria a la Tropicale Amissa Bongo de 2008.

## Palmarès
- 2001
  - 1r a la Mig-agost bretona
- 2002
  - 1r a la Mig-agost bretona
- 2006
  - Vencedor d'una etapa de la Tropicale Amissa Bongo
- 2007
  - Vencedor d'una etapa de la Tropicale Amissa Bongo
  - Vencedor d'una etapa del Tour del Llemosí
- 2008
  - 1r a la Tropicale Amissa Bongo
- 2010
  - 1r al Gran Premi Cristal Energie
  - Vencedor d'una etapa del Circuito Montañés

### Resultats al Tour de França
- 2003. Abandona
- 2007. 97è de la classificació general
- 2008. Abandona (7a etapa, per caiguda)

### Resultats al Giro d'Itàlia
- 2005. 98è de la classificació general
- 2007. 75è de la classificació general
- 2008. 85è de la classificació general